# 辛島宜夫
辛島宜夫（からしま よしお、1923年12月10日 - ）は、日本の占星術師。上海生まれ。血液型はB型。星座は射手座。
占い師の他に抽象画家、オブジェ作家、音楽家、オカルト研究家などの顔を持つ。

## 経歴
戦時下を中国で過ごすが終戦と共に日本へ帰国。帝国美術学校（現武蔵野美術大学）卒業。数度の結婚に及んでいる。
占星タロット占い集団『水星の部屋』主宰、池袋コミュニティカレッジ占星タロット占い講座講師、日本占星学アカデミータロット学科講師などを務めた。その他、音楽や美術、切り絵などの活動も盛んに行っていた。近年ではシルエット切り絵師として横浜のラーメン博物館にて活動。
近年はすべての活動を引退し、2020年3月現在の消息は明らかでない。

## 制作活動
著書タロット占いの秘密は160万部を売り上げ、2006年（初版1974年）に装丁を変え再版された。2006年発行された新装丁版ではなぜか著者のルビが「のりお」になっている。占いの本を数多く出版したが、その他に「影絵のモーツァルト」音楽之友社やキングレコードよりシンセサイザーによる「水の巡礼歌」「風の奇想曲」などを出した。

## 主な著作
- タロット占いの秘密 二見書房
- 占星タロット入門（絶版）二見書房
- 恋の十字架占い（絶版）二見書房
- 大アルカナタロット占い 二見書房
- タロット占い辞典 東京堂出版
- 影絵のモーツァルト 音楽之友社

## 血縁者
弟に切り絵氏の三毛蘭次郎
孫は漫画家の胡仁斐。